# كيم هيون سوك
كيم هيون سوك (بالكورية: 김현숙)‏ هي ممثلة كورية جنوبية. ولدت يوم 16 أكتوبر 1978 في بوسان في كوريا الجنوبية.

## روابط خارجية
- كيم هيون سوك على موقع IMDb (الإنجليزية)
- كيم هيون سوك على موقع قاعدة بيانات الفيلم (الإنجليزية)